# أنبوب نانوي غشائي

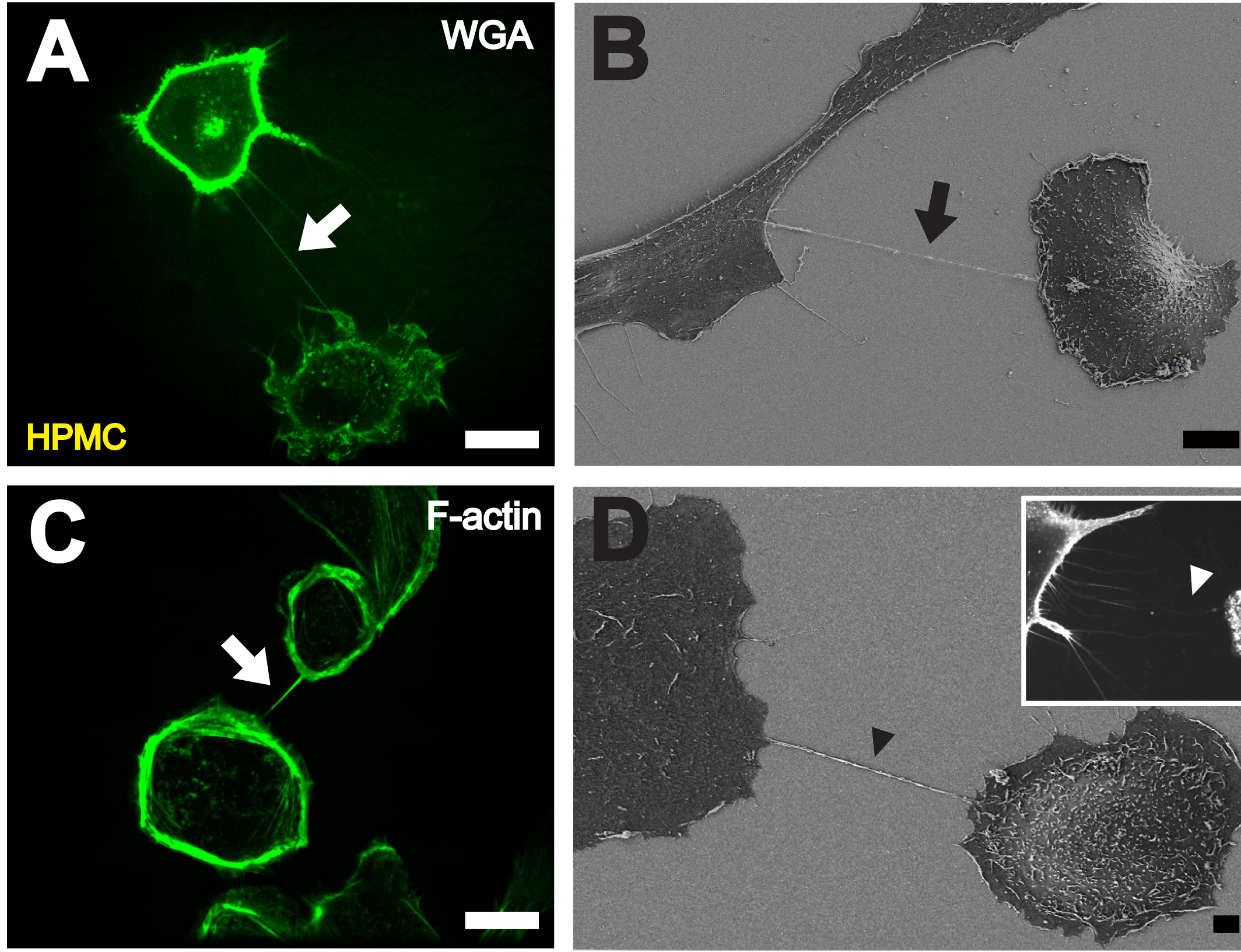

الأنابيب النانومترية الغشائية أو cytonemes و هي تركيبات طويلة ورقيقة وبشكل أنابيب من غشاء خلوي التي تربط خلايا حيوانية مختلفة لمسافات طويلة.

وهناك نوعان من الأنابيب النانومترية:
النوع الأول طوله أقل من 0.7 ميكرومتر في القطر ، وتحتوي على أكتين actin وتنفيذ أجزاء من البلازما الأغشية بين الخلايا في كلا الاتجاهين.
أما النوع الثاني و هو الأكبر (> 0.7 ميكرومتر) ، وتتضمن actin وmicrotubules ويمكن أن تحمل عناصر من السيتوبلاسماهيولى (خلية) بين الخلايا ، مثل حويصلات أو عضية أو عضيات.

هذه الهياكل قد تكون مرتبطة بالاتصال في خلية إلى خلية ( أو تأشير الخلية).

نقل الحمض النووي في الخلايا و الأنسجة، وانتشار العوامل الممرضة أو السموم، مثل فيروس نقص المناعة والبريونات.

الأغشية الأنابيب النانومترية وصفت لأول مرة في مجلة علوم(ساينس) التي نشرت في عام 2004 ،
والهياكل التي ترتبط أنواع مختلفة من الخلايا المناعية معا ، وكذلك الصلات القائمة بين الخلايا في زراعة الأنسجة.